# AT4
AT4 je rodina přenosných víceúčelových bezzákluzových protitankových zbraní ráže 84 mm. Vyrábí je švédská zbrojovka Saab Bofors Dynamics. AT4 slouží jako pěchotní zbraň pro ničení obrněných vozidel a opevnění. Systém se vyznačuje jednoduchostí a snadnou obsluhou. Systém AT4 je exportně velmi úspěšný a patří mezi nejrozšířenější protitankové zbraně. Samotné americké ozbrojené síly odebraly téměř 600 tisíc systémů AT4. Dle výrobce jich byl již dodán jeden milion.

## Historie

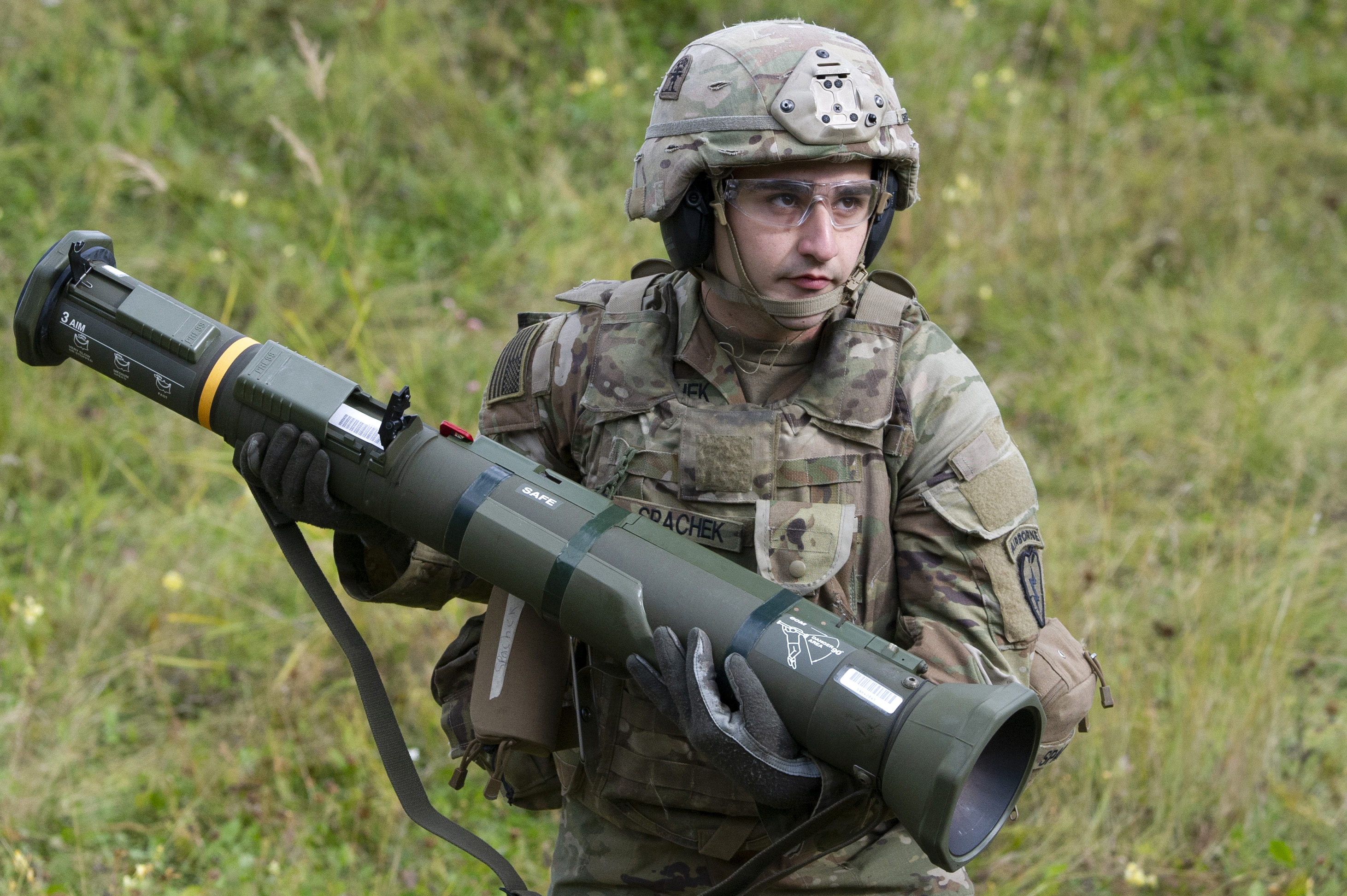
Voják přenášející systém AT4

Systém AT4 vyvinula švédská zbrojovka Försvarets Fabriksverk (FFV, později Saab Bofors Dynamics) na základě protitankové zbraně 74mm Pansarskott M68 (jinak též Miniman), používané švédskou armádou od roku 1968. Název AT4 je slovní hříčkou odkazující na ráži zbraně 84 mm (Eighty-Four) a zároveň i na hlavní poslání zbraně (Anti-Tank). Analýzy z počátku 70. let totiž ukázaly, že Miniman není dostatečně účinný proti pancéřování nových sovětských tanků T-72. Práce na AT4 začaly roku 1976 a první prototypy ke zkouškám švédská armáda převzala roku 1981. Roku 1983 americká armáda vybrala systém AT4 (pod označením M136) jako náhradu amerického 66mm systému M72 LAW. Samotná švédská armáda systém zařadila až o tři roky později pod ozačením Pansarskott m/86. Některé americké úpravy pro M136 přitom byly zpětně využity i u švédských systémů.

## Služba
Systém AT4 byl bojově nasazen v celé řadě konfliktů, například při invazi do Panamy (1986, operace Just Cause), v Afghánské válce, válce v Iráku a francouzské intervenci do války v Mali (operace Serval). Při ruské invazi na Ukrajinu ničila těmito zbraněmi ukrajinská armáda i nejmodernější ruské tanky T-90M.

## Konstrukce

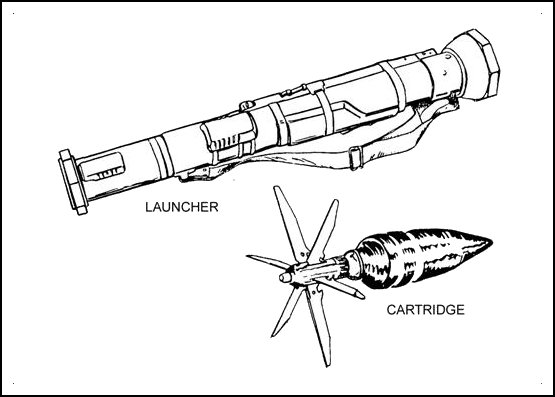
Ilustrace zobrazující systém AT4 s projektilem

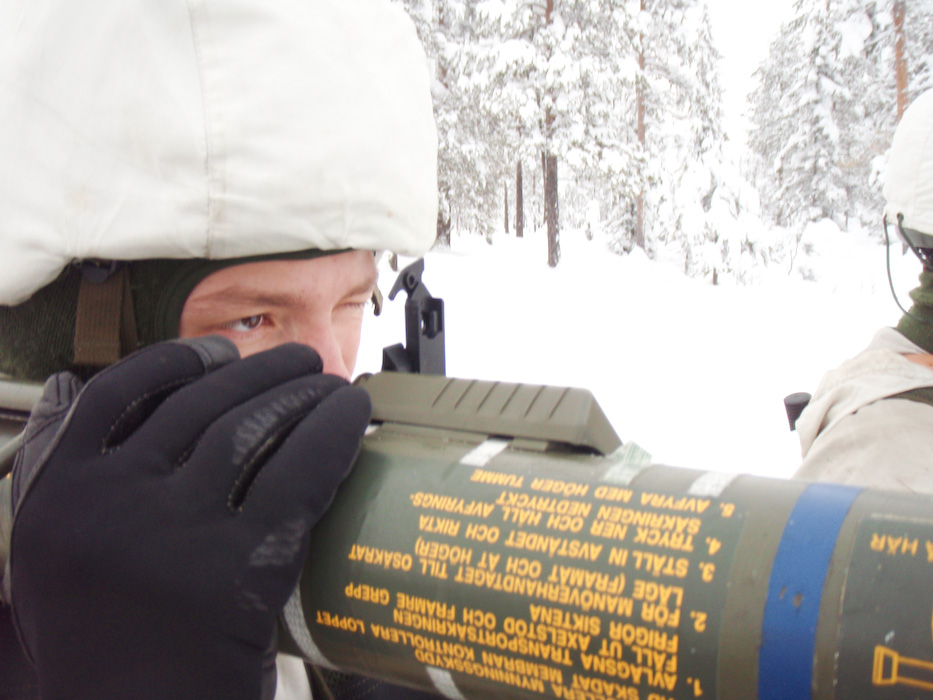
Jednoduchá mířidla AT4

Systém AT4 je obsluhován jednou osobou, která střelu vypouští z pravého ramene v polohách ve stoje, vsedě a vkleče. Svou koncepcí má blízko k pancéřovce Carl Gustav. Odpalovací zařízení má hladkou hlaveň vyrobenou ze sklolaminátových vláken. Je opatřeno jednoduchými mířidly a lze jej osadit i zaměřovačem s nočním viděním. Pro usnadnění přepravy a skladování je vodotěsné. Prázdné pouzdro má délku 1016 mm a hmotnost 6,7 kg. Z něj jsou vypouštěny neřízené střely ráže 84 mm, opatřené šesti kormidly. Jejich rychlost je 290 metrů za sekundu. Dosah zbraně je 300 metrů. Minimální dosah je 10 metrů. Odpalovací zařízení slouží pouze k jednomu výstřelu a poté je odhozeno.
Nevýhodou základní verze systému AT4 je silný výšleh při střelbě, ohrožující obsluhu a znemožňující použití systému ve stísněných prostorách. Proto byla vyvinuta verze AT4-CS (Confined Space), upravená speciálně pro nasazení z omezených prostor (omezený výšleh) a tedy vhodná i pro městský boj. Odpalovací zařízení AT4-CS má délku 914,4 mm a hmotnost 7,5 kg.

## Projektily
Varianty systému AT4
| Název                                       | Hmotnost | Dostřel | Průraznost | Poznámka |
| ------------------------------------------- | -------- | ------- | ---------- | --- |
| AT4 HEAT (High Explosive Anti-Tank)         | <7 kg    | 300 m   | 350 mm     | Protitanková kumulativní munice.                                                                                            |
| AT4 HEDP 502 (High Explosive Dual Purpose)  |          |         | 150 mm     | Hlavice programovaná na výbuch při nárazu. Vhodná k prorážení otvorů ve stěnách domů.                                       |
| AT4-CS HP (High Penetration)                | <8 kg    | 300 m   | 420 mm     | Protitanková průbojná munice se zvýšenou průrazností.                                                                       |
| AT4-CS RS (Reduced sensitivity)             | <8 kg    | 300 m   | 350 mm     | |
| AT4-CS ER (Extended Range)                  | <9 kg    | 600 m   | 460mm      | Protitanková munice s prodlouženým dosahem.                                                                                 |
| AT4-CS AST (Anti Structure Tandem-warheads) | ~9 kg    | 200 m   | –          | Tandemová HEDP hlavice. Munice proti stavbám a opevnění. První hlavice udělá otvor do stěny a druhá vybuchne uvnitř stavby. |
| AT4-CS HE (High Explosive)                  | <9 kg    | 600 m   | –          | |

## Verze
- AT4 – Základní verze systému.
- AT4-CS – Upravená verze vhodná pro boj ve městech.
- AT8 – Slouží k ničení bunkrů.[1]
- AT12 – 120mm verze systému sloužící k ničení bunkrů.[4]
- L2A1 ILAW (Interim Light Anti-tank Weapon) – Britské označení systému.
- M136 AT4 – Modifikace systému AT4 pro armádu Spojených států amerických.
- Pansarskott m/86 (Pskott m/86) – Švédské označení systému.
- SRAAW (Short Range Anti Armor Weapon) – Irské označení systému.

## Uživatelé

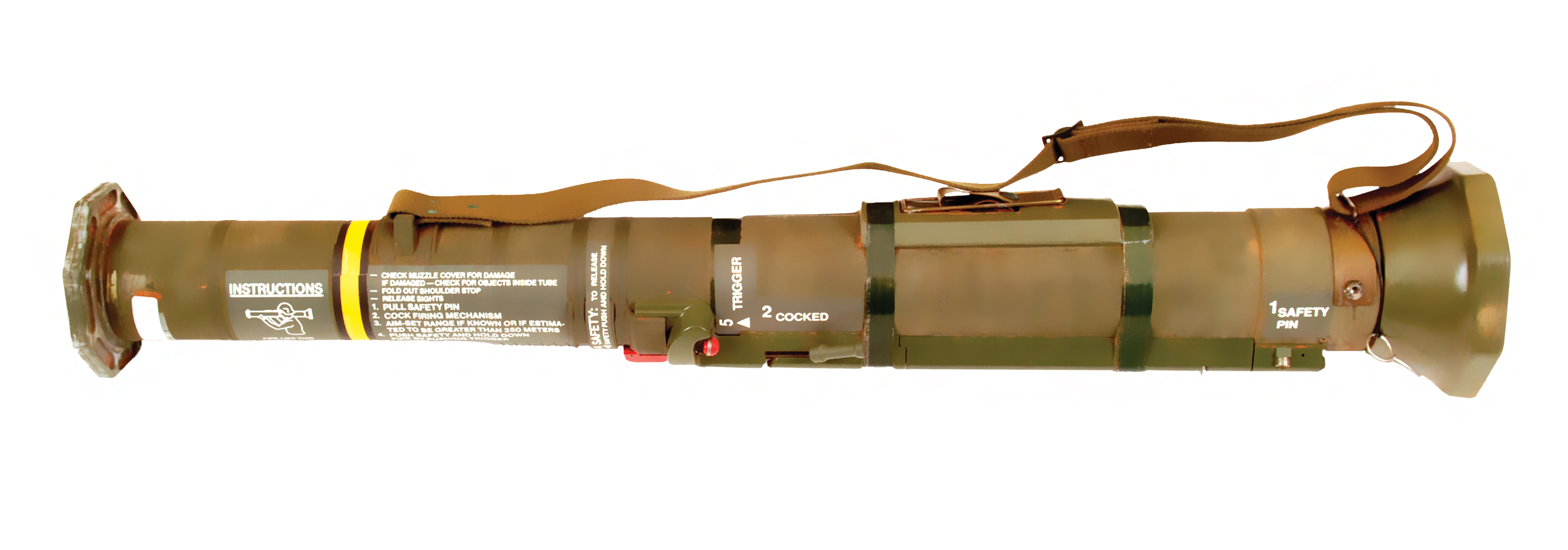
Americký systém M136 AT4

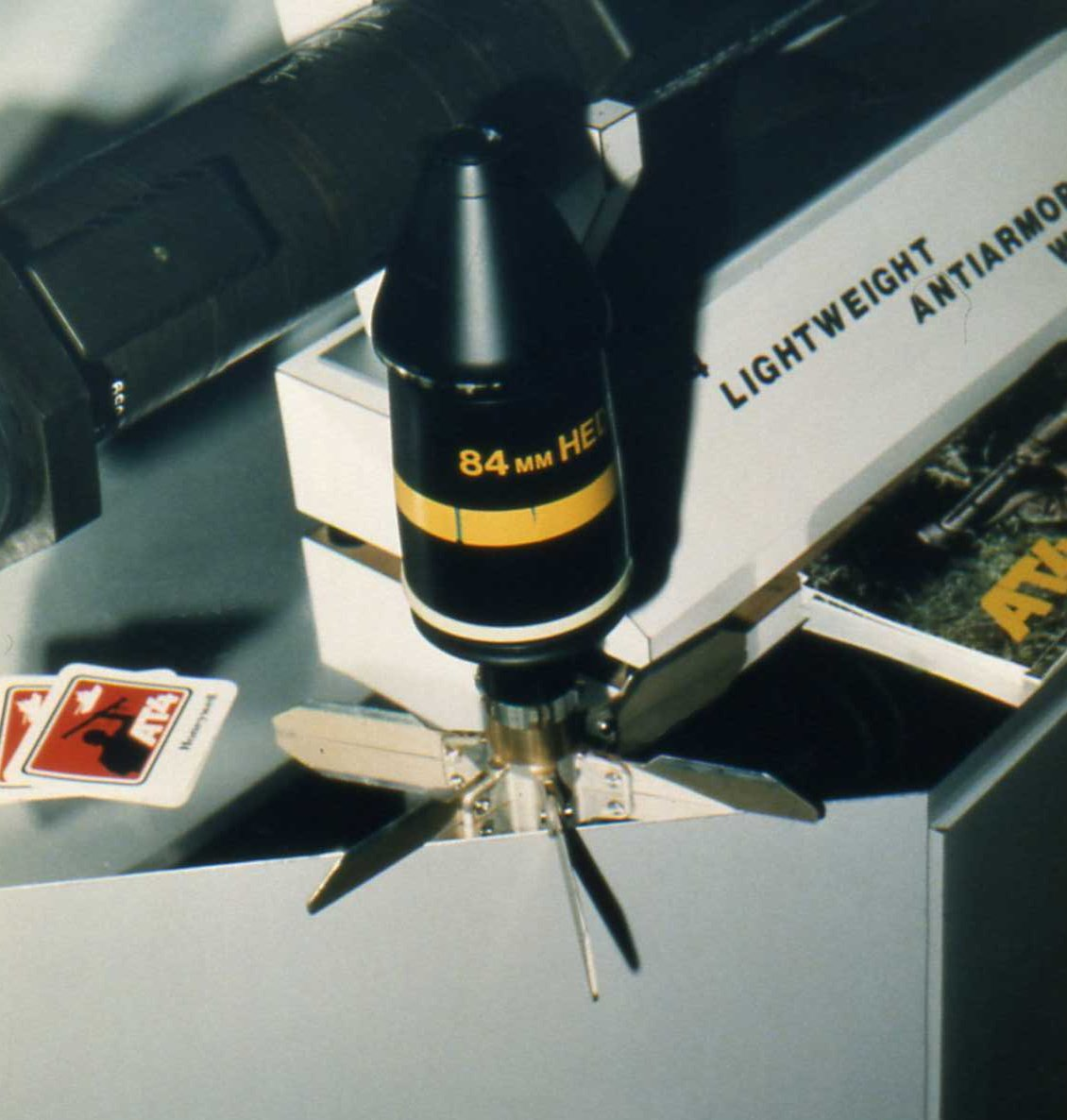
Munice do systému AT4

Uživatelé systému AT4:
- Argentina[1]
- Bosna a Hercegovina[3]
- Brazílie[1]
- Čínská republika[1]
- Dánsko[1]
- Chorvatsko[1]
- Estonsko[1]
- Francie[1]
- Gruzie[1]
- Chile[3]
- Indonésie[4]
- Irák[1]
- Irsko[1]
- Kazachstán[1]
- Kolumbie[3]
- Kyrgyzstán[1]
- Litva[1]
- Libanon[1]
- Lotyšsko[1]
- Malajsie[3]
- Nizozemsko[1]
- Polsko[1]
- Řecko[3]
- Spojené státy americké[1]
- Švédsko[1]
- Ukrajina[1]
- Uzbekistán[1]
- Spojené království[1]
- Venezuela[1]